# Krčevine (Šipovo)
Krčevine (szerbül: Крчевине) szerb falu Bosznia-Hercegovinában, Bosanska krajina területén, a Szerb Köztársaságban, Šipovo községben. 

## Fekvése
Bosznia-Hercegovina közép-nyugati részén, Banja Lukától légvonalban 58, közúton 85 km-re délre, községközpontjától légvonalban 4 km-re, közúton 6 km-re délkeletre, a Janj jobb partja feletti fennsíkon, 730 méteres tengerszint feletti magasságban található. 

## Népessége
| Nemzetiségi csoport | Népesség 1991 | Népesség 2013 |
| ------------------- | ------------- | ------------- |
| Szerb               | 156           | 25            |
| Bosnyák             | 0             | 0             |
| Horvát              | 1             | 0             |
| Jugoszláv           | 0             | 0             |
| Egyéb               | 3             | 1             |
| Összesen            | 160           | 26            |

## Története
A régészeti leletek tanúsága szerint a település területén már a bronzkortól fogva éltek emberek. A Janj jobb partja feletti dombon található ókori erődöt valószínűleg még az illírek építették és a Miljevci lelőhelyen is az ő településük állhatott, melyet a római hódítás után is tovább laktak. Jelentősebb római építkezésekre utal a Dobrljevo lelőhelyen talált római téglavető üzem maradványa az ott talált nagy mennyiségű építőanyaggal.
A település 1878-ig tartozott az Oszmán Birodalomhoz, majd az Osztrák-Magyar Monarchia része lett. 1879-ben az első osztrák-magyar népszámlálás során Volari község részeként a faluban 16 házat és 100 muszlim lakost számláltak. 1910-ben a településen 43 házat, 364 ortodox szerb és egy muszlim lakost találtak.A monarchia szétesésével 1918-ben előbb a Szerb-Horvát-Szlovén Királyság, majd 1929-től a Jugoszláv Királyság része. Jugoszlávia megszállása után a falu a Független Horvát Állam (NDH) része lett. 1945-től a település a szocialista Jugoszlávia része volt.
A településen az 1991-es népszámlálás adatai szerint 160-an éltek. A Bosznia-Hercegovinában zajló polgárháború idején a Visoko Krajina többi településéhez hasonlóan a Boszniai Szerb Köztársaság része volt. A területén 1995 szeptemberéig nem volt háborús hadművelet, ekkor azonban a település területét a Horvát Köztársaság fegyveres ereje megszállta. A horvát csapatok elől a lakosság elmenekült. A daytoni békeszerződés aláírása után a település a Szerb Köztársasághoz, azon belül Šipovo községhez került.

## Nevezetességei
- Dobrljevo – római 3. – 4. századi téglagyártó üzem maradványai. A lelőhelyen a tégla és cseréptöredékek mellett feltárták a téglavető üzem kemencéjét.[4]

- Miljevci – őskori és római kori település maradványai. A leletek között számos vastárgy és kerámiatöredék került elő.[4]

- Perkovića gradina – ókori erődítmény maradványai. Az erőd a Janj jobb partja feletti dombon található, melynek könnyebben megközelíthető részét sánc védte. A leletek főként kerámia töredékekből és vashulladékból álltak. Korát a szakemberek a bronzkorra és a vaskorra teszik.[4]